# FIFA 16
A FIFA 16 egy EA Canada által kifejlesztett játék, amelyet az EA Canada fejlesztett és az EA Sports jelentetett meg Microsoft Windows, PlayStation 3, PlayStation 4, Xbox 360, Xbox One, Android és iOS platformokra. A játékban több, mint 600 licencelt csapat kap helyet 15 ezer valódi, profi futballistával. A sorozat első tagjaként női futballistákkal is játszhatunk. Európában, így Magyarországon is 2015. szeptember 24-én adták ki. Az eredeti borítón Lionel Messi látható.

## Játékélmény
A játék 78 stadiont tartalmaz, ezekből 50 a valóságban is létezik. Az egyik új pálya, a Fratton Park Simon Humber miatt került be, aki Portsmouth szurkolóként dolgozott a FIFA sorozaton 2015-ben bekövetkezett haláláig.
A karrier-mód több újítást is tartalmaz. A menedzseri játékmódban a szezonok előtt egy felkészülési (barátságos) torna kap helyet, mellyel megnövelhető a kezdő átigazolási tőke, valamint az egész idényben lehet a játékosokat edzetni, így fel lehet gyorsítani a fejlődésüket. Ezen edzések nagy része az először a 2014 FIFA World Cup Brazil című részben szereplő képesség-kihívások, amelyek végeztével a játékos egy A-tól F-ig terjedő skálán osztályzatot kap, ez alapján pedig változnak a statisztikái. Ez természetesen szerkeszti a játékos értékét is.
A FIFA Ultimate Team (FUT) is változott. Átalakult a menü, a kártyák is új dizájnt kaptak és egy új játékmód, a FIFA Ultimate Team Draft is debütál. Ebben a minijátékban öt véletlenszerű játékos közül lehet választani minden egyes kezdő 11-beli pozícióra, valamint a cserepadot és tartalék helyeket is fel lehet tölteni. Ezek után egy öt mérkőzésből álló tornán kell részt venni a csapattal. Emellett új legendákat is helyet kaptak a kártyák között, így olyan híres nevek, mint George Best, Ryan Giggs, Alessandro Nesta vagy Vítor Baía.
Újdonság még a teljes tévés Bundesliga-téma bevezetése a nyolcadik generációs konzolokon (PlayStation 4 és Xbox One) és windowson. A bírói spray és új időjárások is belekerültek a játékba. A kommentátorok: Martin Tyler és Adam Smith. Segítőik még: Alan Mcanally, Jeff Shreaves és Mike West.

## Fejlesztése, kiadása
Az Electronic Arts 2016. május 28-án jelentette be a női futballistákat. A hír hallatán pozitív kritikák érkeztek a fejlesztők felé. A másik nem játékosainak tökéletes mozgása érdekében motion capture-t használtak olyan focistákkal, mint az amerikai Alex Morgan és Megan Rapinoe és az ausztrál Step Catley. A játék kiadója később megerősítette, hogy 2000 óta először nem jelenik meg Nintendo platformon a játék.